# 2-メトキシメチルサルビノリンB
2-メトキシメチルサルビノリンB(2-Methoxymethyl Salvinorin B)は、科学研究に用いられる天然化合物サルビノリンAのアナログである半合成化合物である。サルビノリンAの活性が30分以下した続かないのに対して、約2-3時間の持続時間を持ち、κ-オピオイド受容体に対してより強いアフィニティーを持つ。関連化合物のヘルキノリンと同様に、2-メトキシメチルサルビノリンBは、サルビノリンAの脱アセチル化によって生じるサルビノリンBから得られる。サルビノリンAとサルビノリンBは、ともにサルビア・ディビノラムに含有されるが、サルビノリンAの方が収率が多い。
2-メトキシメチルサルビノリンBの、κ-オピオイド受容体に対する解離定数は、0.60 nMであり、動物実験によるとサルビノリンAよりも約5倍も強いが、2-エトキシメチルサルビノリンBの半分程度の強さである。